# Gros-Réderching
 Gros-Réderching  es una población y comuna francesa, en la región de Lorena, departamento de Mosela, en el distrito de Sarreguemines y cantón de Rohrbach-lès-Bitche.

## Demografía
| 922 | 886 | 895 | 964 | 1065 | 1139 |
| Para los censos de 1962 a 1999 la población legal corresponde a la población sin duplicidades (Fuente: INSEE [Consultar]) |     |     |     |      |      |